# Toribio de Benavente
Pour les articles homonymes, voir Benavente (homonymie).

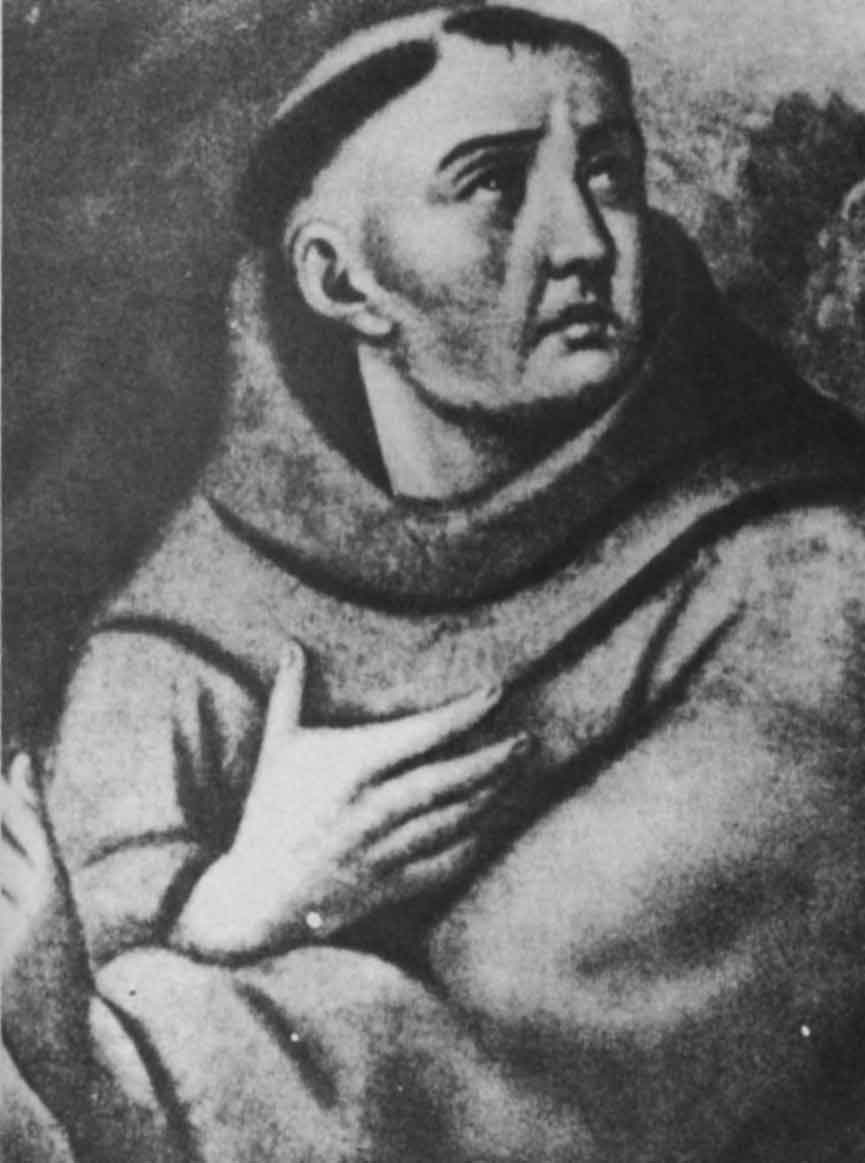
Toribio de Benavente, dit Motolinia.

Toribio de Benavente, aussi connu sous le surnom d'origine nahuatl Motolinia (« le pauvre », « le malheureux »), né entre 1481 et 1492[réf. nécessaire] à Benavente (royaume de Castille) et mort entre 1565 et 1569[réf. nécessaire] à Mexico, est un missionnaire espagnol de l'ordre franciscain, principalement connu par son travail de chroniqueur et comme défenseur des indigènes[pas clair] de Nouvelle-Espagne, colonie fondée par Hernán Cortés après sa conquête de l'Empire aztèque en 1521.
Il est notamment l'auteur de Histoire des Indiens de la Nouvelle-Espagne (1558), une des principales sources d'informations sur la Mésoamérique.
Dans le cadre des controverses concernant le statut des Indiens, il a un point de vue opposé à celui de Bartolomé de las Casas, et accepte la conversion contrainte des indigènes : « Ceux qui ne voudraient pas recevoir de bon gré le saint Évangile de Jésus-Christ, qu'on le leur impose par la force ».

## Biographie

### Origines et débuts
Il naît dans ce qui est encore le royaume de Castille, sous le règne d'Isabelle, épouse du roi d'Aragon Ferdinand II, peu avant le début de l'expansion espagnole dans le Nouveau Monde.
À l'origine, il s'appelle Torribio Paredes. Sa date de naissance précise n'est pas connue.
Il entre dans l'ordre des Franciscains à l'âge de 17 ans.

### La Nouvelle-Espagne
En 1524, trois ans seulement après la conquête de l'Empire aztèque, il part pour la Nouvelle-Espagne avec onze autres frères de l'ordre. Ils sont accueillis par Cortés lui-même, capitaine général de la colonie.
Ils établissent un monastère dans la capitale récemment fondée sur les ruines de Tenochtitlan, Mexico.
De 1527 à 1529, il est au Guatemala pour étudier l'implantation de missions.
Il séjourne ensuite au monastère de Huejotzingo (actuel État de Puebla), puis (1530) dans celui de Tlaxcala, d'où il participe à la fondation de la ville de Puebla de los Angeles (1531).

### Le conflit avec Bartolomé de Las Casas
En 1555, il écrit à Charles Quint, roi de Castille et d'Aragon, une lettre contre Las Casas.

### Carrière ultérieure
De 1548 à 1551, il est à la tête de la province de Nouvelle-Espagne de l'ordre franciscain.
Retiré du travail missionnaire, il vit dans la capitale où il meurt probablement en 1565, et non pas en 1569 comme on l'a longtemps pensé.

## Œuvres

### Historia de los Indios de la Nueva Espana
Son principal ouvrage Historia de los Indios de Nueva Espana a été édité intégralement en 1858 par le philologue mexicain Joaquín García Icazbalceta (1825-1894). Ce titre a été donné par un érudit jésuite de Nouvelle-Espagne, Francisco Javier Clavijero (1731-1787). Le titre original était Relación de los ritos antiguos, idolatrías y sacrificios de los indios de esta Nueva España, y de la maravillosa conversión que Dios en ellos ha obrado.
Ce texte est parfois publié avec un autre de Benavente, sous le titre : Memoriales e historia de los Indios de la Nueva España
L'ouvrage évoque successivement les sujets suivants : son arrivée comme missionnaire au Mexique ; la religion aztèque ; la conversion des indigènes au christianisme ; leur manière de se comporter à l'église ; leurs particularités culturelles ; la faune, la flore et les principales villes de Nouvelle-Espagne.